# افق کیهان‌شناسی
یک افق کیهان‌شناسی معیاری از حداکثر فاصله‌ای است که می‌تواند اطلاعاتی ار آنجا به ناظر برسد. این محدودیت مشاهده‌شده ناشی از ویژگی‌های مختلف نسبیت عام، جهان در حال انبساط و کیهان‌شناسی مه‌بانگ است. افق‌های کیهان‌شناسی اندازه و مقیاس جهان قابل مشاهده را مشخص می‌کنند.